# Mecicobothrium thorelli
Espèce
Mecicobothrium thorelli est une espèce d'araignées mygalomorphes de la famille des Mecicobothriidae.

## Distribution
Cette espèce se rencontre en Argentine dans la province de Buenos Aires dans la Sierra de la Ventana et en Uruguay dans la Sierra de las Animas,.

## Description
Le mâle holotype mesure 6,2 mm.
Le mâle décrit par Gertsch et Platnick en 1979 mesure 6,6 mm et la femelle 6,9 mm.

## Systématique et taxinomie
Cette espèce a été décrite par Holmberg en 1882.

## Étymologie
Cette espèce est nommée en l'honneur de Tord Tamerlan Teodor Thorell.

## Publication originale
- Holmberg, 1882 : « Observations à propos du sous-ordre des araignées territélaires (Territelariae), spécialement du genre nordaméricain Catadysas Hentz et de la sous-famille Mecicobothrioidae, Holmberg. » Boletin de la Academia Nacional de Ciencas en Cordoba, vol. 4, p. 153-174 (texte intégral).